# Iskander Khamrayev
Iskander Khamrayev né le 5 juin 1934 à  Samarcande, République socialiste soviétique d'Ouzbékistan et mort le 10 octobre 2009 à Saint-Pétersbourg, Russie était un réalisateur et scénariste soviétique puis russe.

## Filmographie

### Réalisateur
- 1961 : L'ancien (film) (ru)
- 1964 : Le Train de la clémence, d'après un roman de Vera Panova
- 1972 : Dans les sables noirs (ru)